# Cristiano di Brunswick
Cristiano di Brunswick-Lüneburg, detto il Giovane (Monastero di Gröningen, 20 settembre 1599 – Wolfenbüttel, 16 giugno 1626), è stato un condottiero e vescovo luterano tedesco durante la fase boemo-palatina della Guerra dei trent'anni.
Duca di Brunswick-Lüneburg e vescovo di Halberstadt, le sue azioni gli valsero la reputazione di comandante fanatico e spietato.

## Biografia

### Giovinezza e campagne sotto Federico V del Palatinato
Cristiano nacque nel monastero di Gröningen, situato a Gröningen, nell'attuale Land della Sassonia-Anhalt, nel 1599, terzogenito del duca Enrico Giulio di Brunswick-Lüneburg e Elisabetta di Danimarca. In seguito alla morte del padre, fu educato dallo zio materno, il re di Danimarca Cristiano IV, e frequentò l'università di Helmstedt. Nel 1616, con la morte del fratello Rudolf, vescovo di Halberstadt, ne fu eletto successore; questa carica gli fornì le risorse finanziarie necessarie ad iniziare una carriera militare.
Nel 1621 Cristiano entrò nell'esercito olandese di Maurizio d'Orange, e combatté nei Paesi Bassi contro le truppe spagnole. In seguito arruolò un proprio esercito di circa 10.000 uomini e si mise al servizio dell'Elettore Palatino Federico V, precedentemente nominato re di Boemia, ed ora impegnato in un'aspra lotta con l'Imperatore e la Lega Cattolica. La situazione di Federico, dopo la sconfitta subita del 1620 nella battaglia della Montagna Bianca, era molto difficile, e non è chiaro cosa possa avere spinto Cristiano ad appoggiare la sua causa; forse ha rilevanza il fatto che, prima di offrire i suoi servigi a Federico, Cristiano dichiarò un amore cavalleresco per Elisabetta di Boemia, moglie di Federico e figlia del re di Inghilterra Giacomo I, che in quel periodo appoggiava Federico con alcune migliaia di uomini.
Con le proprie truppe egli svernò in Vestfalia, raccogliendo molte ricchezze dai vescovadi di Münster e Paderborn, con cui coniò il Pfaffenfeindtaler; le operazioni militari cominciarono nel 1622, quando le sue forze si unirono a quelle del conte Ernst von Mansfeld, rimasto pressoché isolato dopo la sconfitta di Giorgio Federico di Baden-Durlach nella battaglia di Wimpfen. Nel tentativo di impedire la riunione dei protestanti, Cristiano fu affrontato dal conte di Tilly nella battaglia di Höchst; egli ne fu sconfitto, ma riuscì comunque a mettere in salvo la maggior parte delle sue forze, nonostante la perdita delle salmerie durante il difficile attraversamento di un corso d'acqua. In seguito, le forze protestanti riunite si spostarono in Alsazia, che fu sottoposta a pesanti saccheggi, abbandonando la capitale del Palatinato, Heidelberg, nelle mani delle forze cattoliche, che la catturarono nel settembre dello stesso anno; ciò segnò di fatto l'uscita di Federico dal conflitto.

### Ultime campagne
Le truppe protestanti, ora al servizio delle Province Unite, si spostarono quindi in Lorena, e si diressero a nord per rilevare l'assedio della città di Bergen op Zoom da parte di Tilly; le due armate si scontrarono nella battaglia di Fleurus, dove Cristiano dimostrò il suo coraggio e la sua testardaggine guidando inutilmente quattro cariche di cavalleria contro le linee cattoliche, finché una quinta carica non riuscì a spezzare il fronte avversario ed aprire la strada verso la fortezza assediata. Il successo costò tuttavia a Cristiano la perdita di un braccio e della quasi totalità della sua fanteria. Durante l'inverno del 1622-1623, egli fu in grado di ricostruire il suo esercito, che raggiunse la consistenza numerica di circa 15.000 uomini.
Nella primavera del 1623, i piani protestanti prevedevano la collaborazione tra le armate di Cristiano, di Mansfeld, del voivoda di Transilvania Gabriele Bethlen e del conte di Thurn per la liberazione della Boemia; il piano fu tuttavia vanificato dai movimenti di Tilly, che si portò nella Bassa Sassonia in posizione difensiva, e dal fatto che le truppe di Mansfeld, senza paga e rifornimenti, non potevano affrontare una campagna. Cristiano si trovò di fatto isolato nella Germania nord-occidentale, e tentò di mettere in salvo le proprie truppe dirigendosi verso l'Olanda, ma fu intercettato prima di raggiungere il confine dalle forze di Tilly; nella conseguente battaglia di Stadtlohn, nonostante il coraggio dimostrato, egli subì una pesante sconfitta, riuscendo a fuggire verso L'Aia con soli 2.000 dei suoi 15.000 uomini.
Questa sconfitta segnò, di fatto, il termine del periodo boemo-palatino della guerra dei trent'anni, e la fine della ribellione protestante nell'Impero. Tre giorni dopo la battaglia, Federico V firmò un armistizio con l'Imperatore Ferdinando II, inaugurando una fase di dominio cattolico nell'Impero. La situazione mutò nel 1625, con l'ingresso nel conflitto della Danimarca, appoggiata da Francia e Inghilterra; Cristiano e Mansfeld furono arruolati per partecipare all'offensiva danese, e a Cristiano furono concessi notevoli fondi per arruolare nuove truppe e sferrare un'offensiva in Renania; ancora una volta, tuttavia, il conte di Tilly si interpose sul suo cammino ad Hesse e lo costrinse a ritirarsi; nel frattempo cadde ammalato, e morì a Wolfenbüttel, il 16 giugno del 1626, all'età di 26 anni.
Cristiano guadagnò, in seguito ai saccheggi e alle violenze perpetrate dalle sue truppe, una reputazione di comandante spietato e violento, specialmente verso la chiesa cattolica; i cattolici lo soprannominarono der Tolle ("Il pazzo"), a causa dei suoi eccessi. Tuttavia queste azioni violente sono state messe in dubbio, e la sua pessima fama potrebbe derivare almeno in parte da una propaganda discriminatoria messa in atto dai suoi nemici.

## Ascendenza
|                                                                                      |                                    |                                                         | Genitori                                               |  |  | Nonni |  |  | Bisnonni                                            |  |  | Trisnonni                                              |  |
|                                                                                      |                                    |                                                         |                                                        |  |  |       |  |  | 8. Enrico V, XIV principe di Brunswick-Wolfenbüttel |  |  | 16. Enrico IV, XIII principe di Brunswick-Wolfenbüttel |  |
|                                                                                      |                                    |                                                         |                                                        |  |  |       |  |  | 8. Enrico V, XIV principe di Brunswick-Wolfenbüttel |  |  | 16. Enrico IV, XIII principe di Brunswick-Wolfenbüttel |  |
|                                                                                      |                                    | 17. Caterina di Pomerania-Wolgast                       |                                                        |  |  |       |  |  | 8. Enrico V, XIV principe di Brunswick-Wolfenbüttel |  |  |                                                        |  |
| 4. Giulio, XV principe di Brunswick-Wolfenbüttel e VI principe di Calenberg          |                                    |                                                         |                                                        |  |  |       |  |  | 8. Enrico V, XIV principe di Brunswick-Wolfenbüttel |  |  |                                                        |  |
|                                                                                      |                                    | 9. Maria di Württemberg-Mömpelgard                      | 18. Enrico, I conte di Württemberg-Mömpelgard          |  |  |       |  |  |                                                     |  |  |                                                        |  |
|                                                                                      |                                    | 9. Maria di Württemberg-Mömpelgard                      | 18. Enrico, I conte di Württemberg-Mömpelgard          |  |  |       |  |  |                                                     |  |  |                                                        |  |
|                                                                                      |                                    | 9. Maria di Württemberg-Mömpelgard                      | 19. Eva di Salm                                        |  |  |       |  |  |                                                     |  |  |                                                        |  |
| 2. Enrico Giulio, XVI principe di Brunswick-Wolfenbüttel e VII principe di Calenberg |                                    | 9. Maria di Württemberg-Mömpelgard                      |                                                        |  |  |       |  |  |                                                     |  |  |                                                        |  |
|                                                                                      |                                    | 10. Gioacchino II, XII principe elettore di Brandeburgo | 20. Gioacchino I, XI principe elettore di Brandeburgo  |  |  |       |  |  |                                                     |  |  |                                                        |  |
|                                                                                      |                                    | 10. Gioacchino II, XII principe elettore di Brandeburgo | 20. Gioacchino I, XI principe elettore di Brandeburgo  |  |  |       |  |  |                                                     |  |  |                                                        |  |
|                                                                                      |                                    | 10. Gioacchino II, XII principe elettore di Brandeburgo | 21. Elisabetta di Danimarca                            |  |  |       |  |  |                                                     |  |  |                                                        |  |
| 5. Edvige di Brandeburgo                                                             |                                    | 10. Gioacchino II, XII principe elettore di Brandeburgo |                                                        |  |  |       |  |  |                                                     |  |  |                                                        |  |
|                                                                                      |                                    | 11. Edvige di Polonia                                   | 22. Sigismondo I, re di Polonia e granduca di Lituania |  |  |       |  |  |                                                     |  |  |                                                        |  |
|                                                                                      |                                    | 11. Edvige di Polonia                                   | 22. Sigismondo I, re di Polonia e granduca di Lituania |  |  |       |  |  |                                                     |  |  |                                                        |  |
|                                                                                      |                                    | 11. Edvige di Polonia                                   | 23. Barbara Zápolya                                    |  |  |       |  |  |                                                     |  |  |                                                        |  |
| 1. Cristiano di Brunswick-Wolfenbüttel                                               |                                    | 11. Edvige di Polonia                                   |                                                        |  |  |       |  |  |                                                     |  |  |                                                        |  |
|                                                                                      | 12. Cristiano III, re di Danimarca | 24. Federico I, re di Danimarca                         |                                                        |  |  |       |  |  |                                                     |  |  |                                                        |  |
|                                                                                      | 12. Cristiano III, re di Danimarca | 24. Federico I, re di Danimarca                         |                                                        |  |  |       |  |  |                                                     |  |  |                                                        |  |
|                                                                                      | 12. Cristiano III, re di Danimarca | 25. Anna di Brandeburgo                                 |                                                        |  |  |       |  |  |                                                     |  |  |                                                        |  |
| 6. Federico II, re di Danimarca                                                      | 12. Cristiano III, re di Danimarca |                                                         |                                                        |  |  |       |  |  |                                                     |  |  |                                                        |  |
|                                                                                      |                                    | 13. Dorotea di Sassonia-Lauenburg                       | 26. Magnus I, IV duca di Sassonia-Lauenburg            |  |  |       |  |  |                                                     |  |  |                                                        |  |
|                                                                                      |                                    | 13. Dorotea di Sassonia-Lauenburg                       | 26. Magnus I, IV duca di Sassonia-Lauenburg            |  |  |       |  |  |                                                     |  |  |                                                        |  |
|                                                                                      |                                    | 13. Dorotea di Sassonia-Lauenburg                       | 27. Caterina di Brunswick-Wolfenbüttel                 |  |  |       |  |  |                                                     |  |  |                                                        |  |
| 3. Elisabetta di Danimarca                                                           |                                    | 13. Dorotea di Sassonia-Lauenburg                       |                                                        |  |  |       |  |  |                                                     |  |  |                                                        |  |
|                                                                                      |                                    | 14. Ulrico III, II duca di Meclemburgo-Güstrow          | 28. Alberto VII, I duca di Meclemburgo-Güstrow         |  |  |       |  |  |                                                     |  |  |                                                        |  |
|                                                                                      |                                    | 14. Ulrico III, II duca di Meclemburgo-Güstrow          | 28. Alberto VII, I duca di Meclemburgo-Güstrow         |  |  |       |  |  |                                                     |  |  |                                                        |  |
|                                                                                      |                                    | 14. Ulrico III, II duca di Meclemburgo-Güstrow          | 29. Anna di Brandeburgo                                |  |  |       |  |  |                                                     |  |  |                                                        |  |
| 7. Sofia di Meclemburgo-Güstrow                                                      |                                    | 14. Ulrico III, II duca di Meclemburgo-Güstrow          |                                                        |  |  |       |  |  |                                                     |  |  |                                                        |  |
|                                                                                      |                                    | 15. Elisabetta di Danimarca                             | 30. Federico I, re di Danimarca (= 24)                 |  |  |       |  |  |                                                     |  |  |                                                        |  |
|                                                                                      |                                    | 15. Elisabetta di Danimarca                             | 30. Federico I, re di Danimarca (= 24)                 |  |  |       |  |  |                                                     |  |  |                                                        |  |
|                                                                                      |                                    | 15. Elisabetta di Danimarca                             | 31. Sofia di Pomerania                                 |  |  |       |  |  |                                                     |  |  |                                                        |  |
|                                                                                      |                                    | 15. Elisabetta di Danimarca                             |                                                        |  |  |       |  |  |                                                     |  |  |                                                        |  |